# Парижская Коммуна (Алтайский край)
Парижская Коммуна — посёлок в Зональном районе Алтайского края России. Входит в состав Буланихинского сельсовета.

## История
Названо в честь Парижской коммуны 1871 года, объявленной в первые советские годы символом коммунистического движения как пример первого в истории диктатуры пролетариата.

## География
Посёлок находится в юго-восточной части региона, в пределах Бийско-Чумышской возвышенности, на берегах реки Буланёнок и образованного ее пруда. 
Климат
Климат умеренно континентальный. Средняя температура января: −18,2 °C, июля: +18,9 °C. Годовое количество атмосферных осадков: 518 мм..

## Население
| 1997 | 1998 | 1999 | 2000 | 2001 | 2002 | 2003 | 2004 | 2005 |
| ---- | ---- | ---- | ---- | ---- | ---- | ---- | ---- | ---- |
| 183  | ↘177 | ↘173 | ↘163 | ↗174 | ↘152 | ↘150 | ↘145 | ↗149 |
| 2006 | 2007 | 2008 | 2009 | 2010 | 2011 | 2012 | 2013 |      |
| ↘144 | ↘135 | ↘131 | ↗137 | ↘112 | ↘110 | ↘104 | ↘99  |      |

Национальный состав
Согласно результатам переписи 2002 года, в национальной структуре населения русские составляли 89 % от 154 чел.

## Инфраструктура
Социальные услуги жители получают в селе  Буланиха.

## Транспорт
Посёлок доступен автомобильным и железнодорожным транспортом.
Выезд на автодорогу регионального значения «Буланиха – станция Буланиха – Боровлянка – Уткино – Клепиково – река Обь» (идентификационный номер 01 ОП РЗ 01К-58).
Станция Буланиха находится в пешей доступности. 